# NGC 3168
NGC 3168 est une vaste galaxie elliptique relativement éloignée et située dans la constellation de la Grande Ourse. NGC 3168 a été découverte par l'astronome britannique John Herschel en 1832.

## Caractéristiques
Sa vitesse par rapport au fond diffus cosmologique est de 9 537 ± 3 km/s, ce qui correspond à une distance de Hubble de 140,7 ± 9,9 Mpc (∼459 millions d'al).
Selon la base de données Simbad, NGC 3168 est une radiogalaxie.
Selon E. L. Turner, la galaxie NGC 3168 fait partie d'une paire de galaxies. L'autre galaxie de la paire n'est pas identifiée dans l'article de Turner.
À ce jour, une mesure non basée sur le décalage vers le rouge (redshift) donne une distance d'environ 132,000 Mpc (∼431 millions d'al). Cette valeur est à l'intérieur des valeurs de la distance de Hubble.